# Gezôarse feesten
De Gezôarse feesten is een driedaags evenement dat plaatsvindt in Eksaarde tijdens het laatste weekend van augustus. De eerste editie van de Gezôarse feesten vond plaats in 1976. 

## Ontstaan
In de zomer van 1976 kwam een stel jongeren op het idee om de zomer af te sluiten met een dorpsfeest. Wat toen de nog de Uilefeesten heette, is nu uitgegroeid tot de meerdaagse Gezôarse feesten. De Gezoarse feesten worden al jaar en dag georganiseerd door dezelfde groep mensen. Zij beschikken sinds 2003 over hun eigen lokaal waar momenteel uitbreidingswerken uitgevoerd worden.

## Activiteiten
Er vinden tal van activiteiten plaats tijdens de Gezôarse feesten:
- Mountainbikeclub
- Streekbierweekend
- Familiefietstocht
- Aperitiefconcert
- Optredens van onder anderen Eddy Wally en Filip D'haeze